# Noel von Grünigen
Noel von Grünigen (Zweisimmen, 17 aprile 1995) è uno sciatore alpino svizzero.

## Biografia
Originario di Schönried di Saanen, è figlio di Michael e nipote di Christine, a loro volta sciatori alpini di alto livello; attivo in gare FIS dal novembre del 2010, von Grünigen ha esordito in Coppa Europa il 21 febbraio 2015 a Jaun in slalom speciale e in Coppa del Mondo il 18 novembre 2018 a Levi nella medesima specialità, in entrambi i casi senza completare la prova. Sempre in slalom speciale il 7 gennaio 2022 ha conquistato a Berchtesgaden il primo podio in Coppa Europa (3º) e il 22 febbraio successivo la prima vittoria, ad Almåsa; non ha preso parte a rassegne olimpiche o iridate.

## Palmarès

### Coppa del Mondo
- Miglior piazzamento in classifica generale: 133º nel 2021

### Coppa Europa
- Miglior piazzamento in classifica generale: 11º nel 2022
- 4 podi:
  - 1 vittoria
  - 1 secondo posto
  - 2 terzi posti

#### Coppa Europa - vittorie
| Data             | Località | Paese  | Specialità |
| ---------------- | -------- | ------ | ---------- |
| 22 febbraio 2022 | Almåsa   | Svezia | SL         |

Legenda:

SL = slalom speciale

### Far East Cup
- Miglior piazzamento in classifica generale: 4º nel 2019
- 6 podi:
  - 1 vittoria
  - 4 secondi posti
  - 1 terzo posto

#### Far East Cup - vittorie
| Data             | Località   | Paese         | Specialità |
| ---------------- | ---------- | ------------- | ---------- |
| 14 febbraio 2019 | Bears Town | Corea del Sud | GS         |

Legenda:

GS = slalom gigante

### Campionati svizzeri
- 4 medaglie:
  - 1 oro (slalom speciale nel 2020)
  - 2 argenti (slalom speciale, combinata nel 2022)
  - 1 bronzo (combinata nel 2021)